# Fouquieria columnaris
Fouquieria columnaris – gatunek roślin z rodziny okotijowatych (Fouquieriaceae). Występuje na Pustyni Sonora na zachodnim wybrzeżu Półwyspu Kalifornijskiego. Rośnie na terenach skalistych i równinach aluwialnych. Sukulent łodygowy o pniu osiągającym 18 m wysokości i 0,5 m średnicy u nasady. Z pnia sterczą cierniste odgałęzienia grubości ołówka pokryte drobnymi liśćmi. Główny pień w górze rozgałęzia się kandelabrowo. Kremowe i żółte kwiaty rozwijają się późnym latem i jesienią na szczycie pędu.